# Emplectanthus gerrardii
Emplectanthus gerrardii är en oleanderväxtart som beskrevs av Nicholas Edward Brown. Emplectanthus gerrardii ingår i släktet Emplectanthus och familjen oleanderväxter. Inga underarter finns listade i Catalogue of Life.